# Star Motor Company

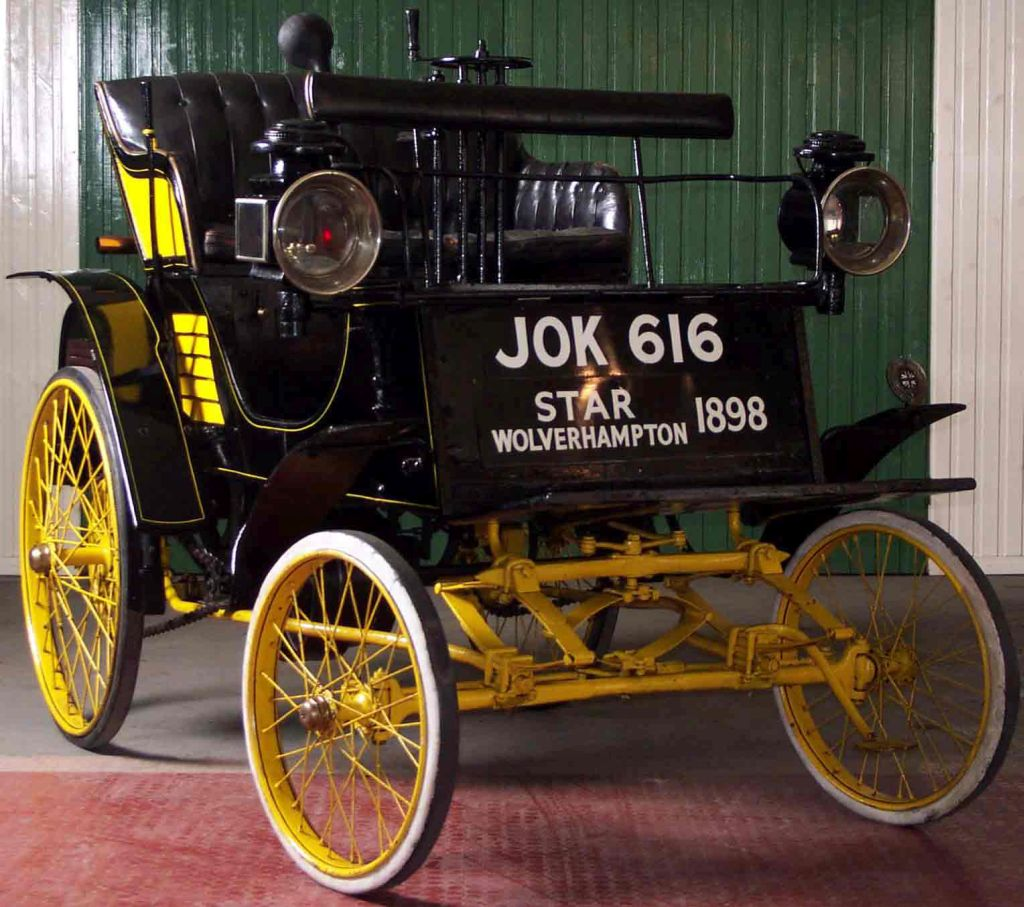
Star 3 ½ hp von 1900

Star 7 hp von 1904

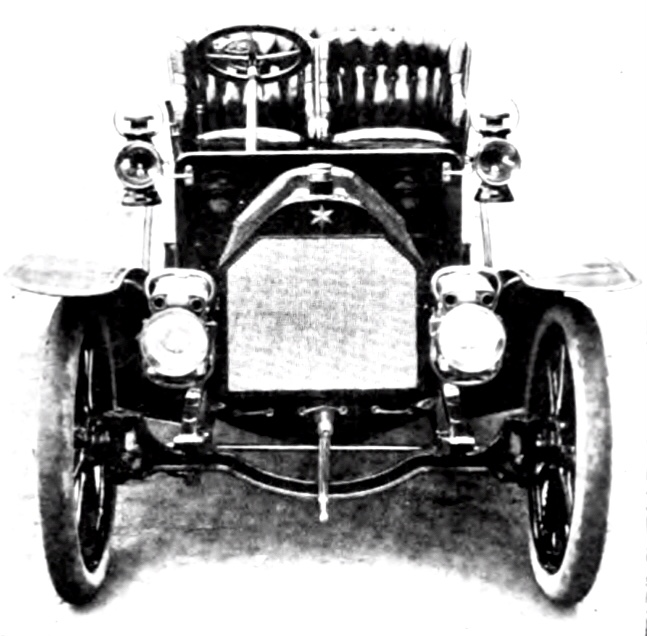
Star 14 HP von 1905

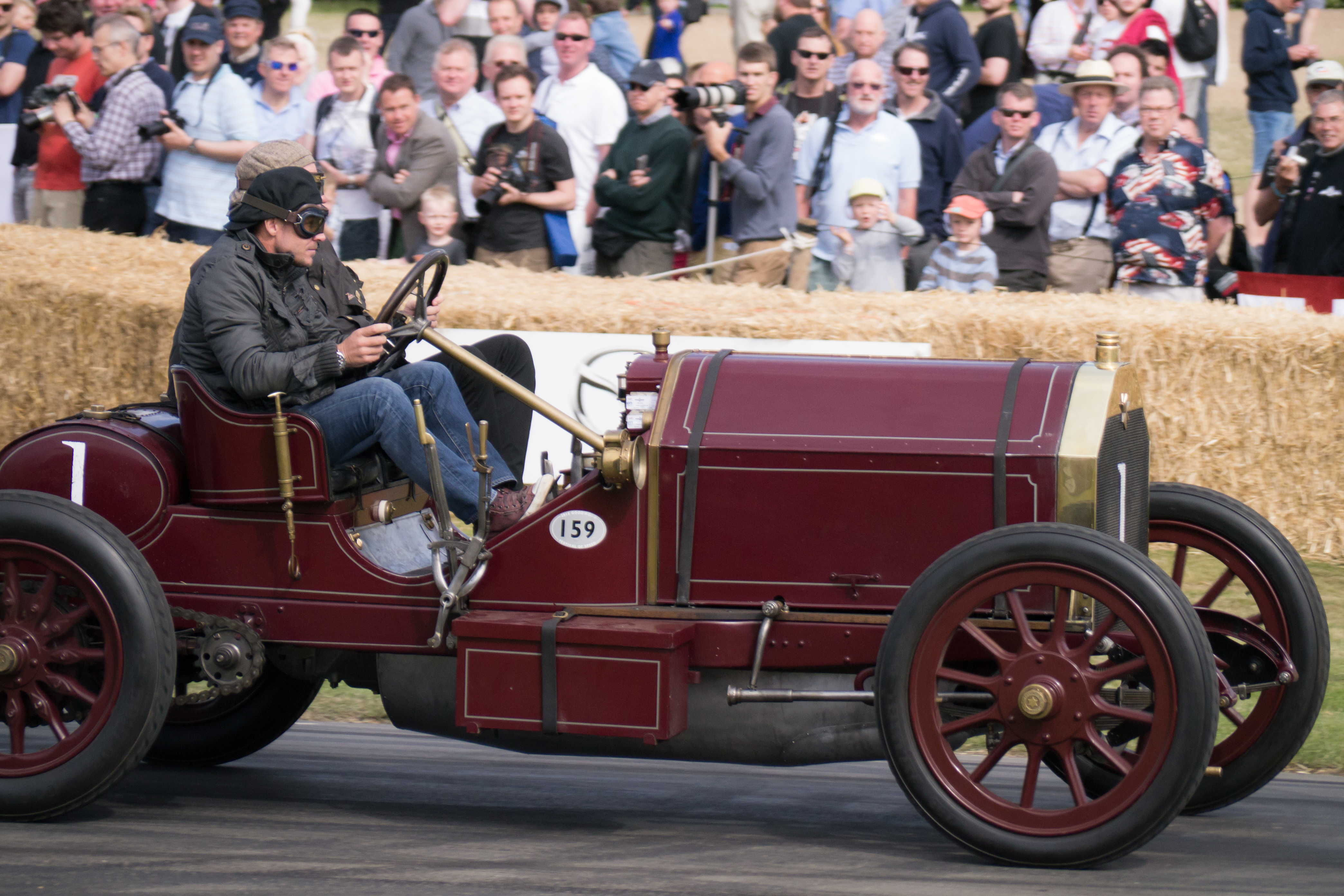
Star 70 hp Rennwagen von 1905

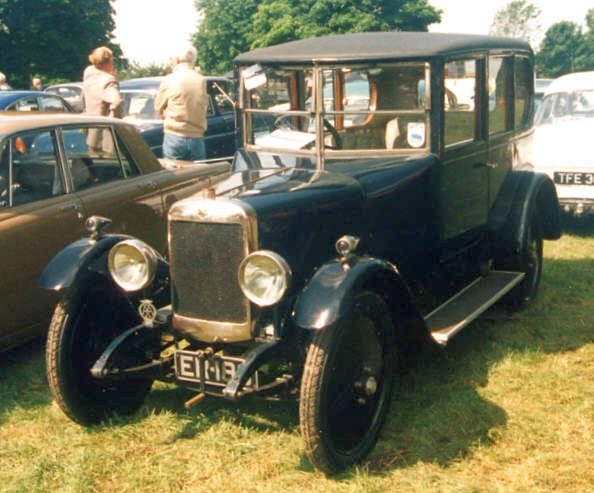
Star 11.9 hp von 1922

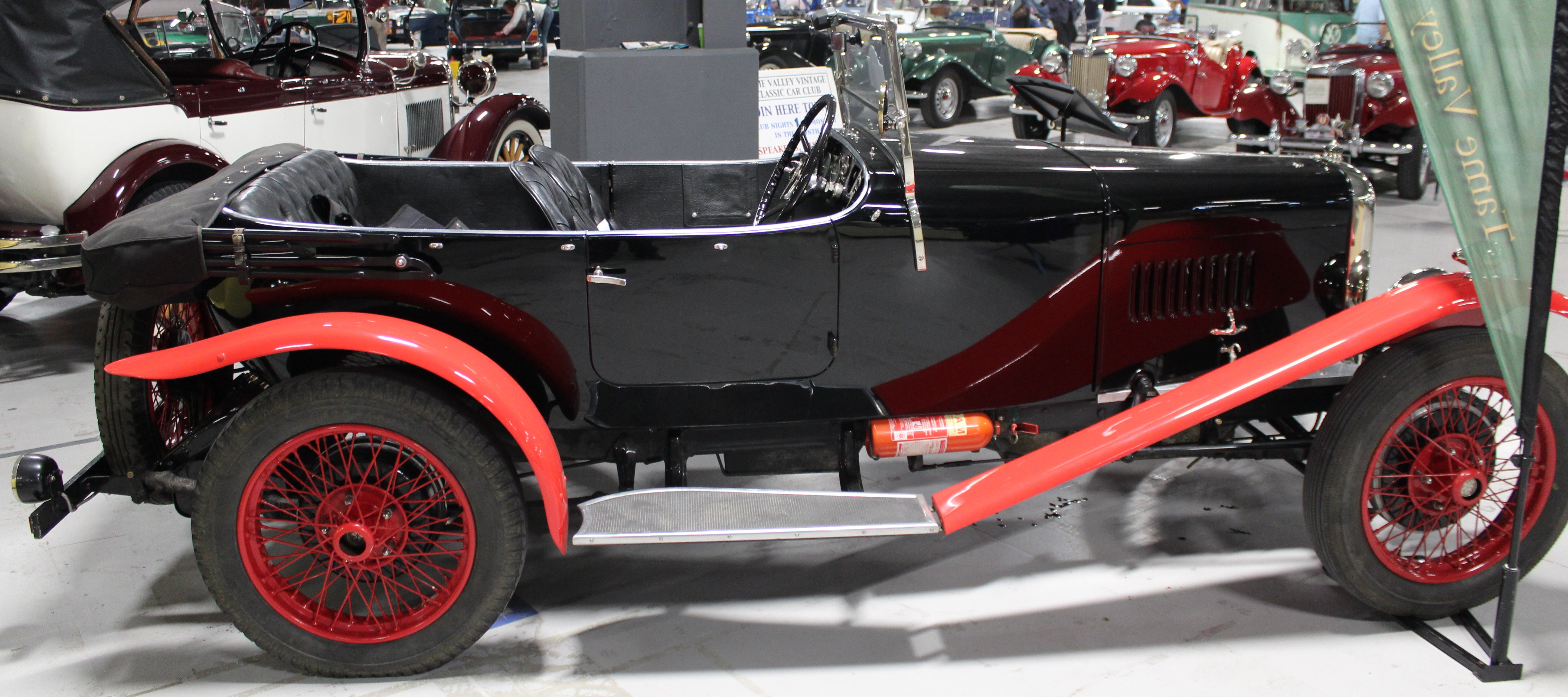
Star 12/25 hp von 1924

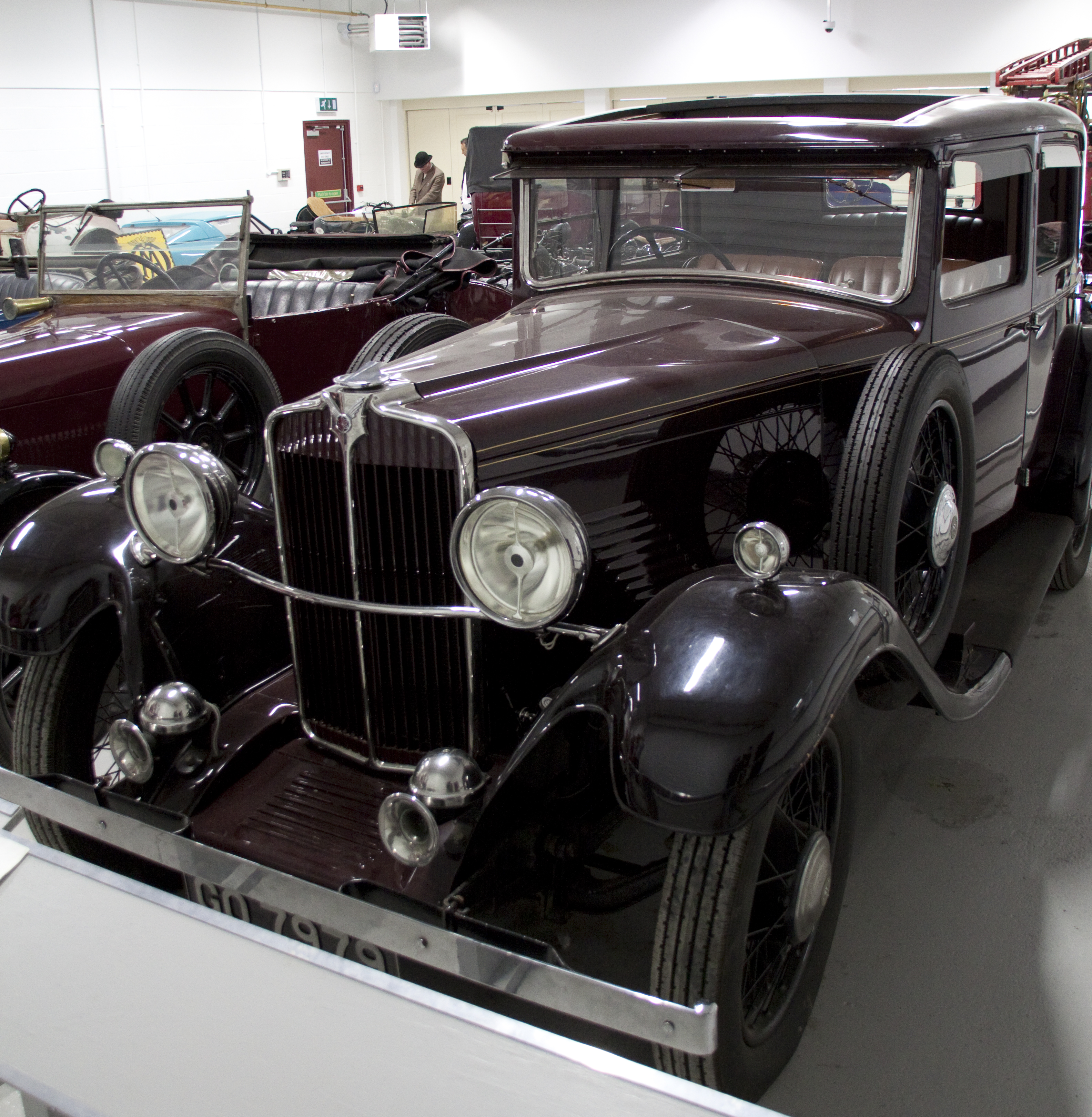
Star Comet 18 von 1931

Die Star Motor Company Limited, zuvor Star Motor Company, Star Engineering Company und Star Engineering Company Limited, war ein britischer Automobil- und Nutzfahrzeughersteller in Wolverhampton (England), der von 1898 bis 1932 existierte.

## Unternehmensgeschichte
Edward Lisle senior, der auch Star Cycle Company leitete, gründete 1898 das Unternehmen Star Motor Company zur Automobilproduktion. Das erste Automobil wurde 1898 hergestellt. Die ersten Automobile waren stark von den Produkten anderer Hersteller beeinflusst. So war der 3.5 von 1898 im Wesentlichen ein Einzylinder-Benz-Modell mit einer Leistung von 3,5 bhp (2,6 kW), der oft auch „Star-Benz“ genannt wurde. Er besaß ein Zweiganggetriebe, Kettenantrieb, Drahtspeichenräder, Acetylen-Beleuchtung, elektrische Zündung und serienmäßig Clipper-Reifen. Er kostete ₤ 189. Im Jahr 1899 entstand ein Exemplar pro Woche, und im ersten vollen Produktionsjahr wurde auch der erste Wagen exportiert, und zwar nach Auckland (Neuseeland).

### Expansion
Im Jahr 1900 hatten sich die Fertigungsstätten schon in die Dudley Road, Nelson Street, Steward Street, Ablow Street und Dobb Street ausgeweitet; der Ausstoß betrug nun etwa 20 Stück pro Woche. Ebenfalls in diesem Jahr erschien ein Zweizylindermodell mit Dreiganggetriebe auf der Richmond Automobile Club Show. Der Firmengründer veranlasste auch die Meldung zum 1000 Miles’ Trial, wo sich die Wagen allerdings als unzuverlässig erwiesen, ebenso wie bei „jedem Test und jedem Wettbewerb, für den sie passend waren“. Im Jahr 1901 erschienen die Modelle 7 und 10 mit Zweizylinder-Reihenmotoren von De Dion-Bouton und 1902 ein vierzylindriger 20 hp. 1902 erfolgte die Umfirmierung in Star Engineering Company. 1903 führte Star als Kopie vom führenden Automobilhersteller Mercedes ein Vierzylindermodell mit 12 bhp (8,8 kW) ein, der mit 63 km/h auf einer 3,2 km langen Strecke im County Cork in Irland unter den Augen des irischen Automobilclubs einen Geschwindigkeitsrekord aufstellte. Zusätzlich liefen zwei Star auf der Insel Man in den Qualifikationsrennen zum Gordon-Bennett-Cup, aber keiner der Wagen mit 10 Litern Hubraum konnte die Rennen beenden. Ab 1904 wurden nur noch Wagen mit Vierzylindermotoren gebaut.
Im Jahr 1906 gab es einen neuen Vierzylinder mit 3261 cm³ Hubraum und 14 bhp (10,3 kW) und einen neuen Reihen-Sechszylinder mit 6227 cm³ Hubraum und 30 bhp (22 kW). Der Sechszylinder bekam 1909 einen größeren Hubraum von 6981 cm³ und wurde bis 1911 gefertigt. 1909 erfolgte die Umwandlung in eine Kapitalgesellschaft namens Star Engineering Company Limited. Das Unternehmen baute bis zum Ausbruch des Ersten Weltkriegs im Herbst 1914 weiterhin solide Automobile und auch eine Reihe von Lieferwagen und LKWs; sie wurde in jenem Jahr zum sechstgrößten britischen Automobilhersteller.

### Erfolge für Star
Star konnte viele Fahrzeuge ins Ausland verkaufen und nahm auch erfolgreich an ausländischen Rennen teil, z. B. in Südafrika, wo man das Bergrennen des Automobilclubs von Transvaal gewann, oder in Neuseeland bei der nationalen Bergrennmeisterschaft. Star-Automobile gaben auch bei der irischen Zuverlässigkeitsfahrt 1909 ein gutes Bild ab, während ein 12 hp in seiner Klasse alle Bergrennen des schottischen Automobilclubs gewann, wo ein 15 hp (eigentlich 19.6 hp) mit 2862 cm³ Hubraum seinen ersten Auftritt hatte und drei Jahre lang erfolgreich war.
Im Jahr 1912 führte Star seinen 15.9 hp in Torpedoform ein, der einen 3016 cm³-Vierzylinder und einen Bullennasen-Kühlergrill (Bullnose) besaß. Diese Kühlerform war eigentlich für den Export gedacht, erwies sich aber als ästhetisch so zufriedenstellend, dass sie für alle Modelle übernommen wurde. Der Wagen war schnell und bewährte sich in diesem Jahr in einem RAC-Rennen von 1289 km Länge in Brooklands mit einer Durchschnittsgeschwindigkeit von 107,42 km/h. Der 15.9 blieb bis 1922 in Produktion.

### Im Ersten Weltkrieg
Während des Ersten Weltkriegs baute die Gesellschaft eine große Anzahl von LKWs für die britische Armee und beschäftigte sich auch mit Flugmotoren.

### Nachkriegszeit
Die Produktion nach dem Krieg wurde 1919 mit dem Vorkriegs-15.9 wieder aufgenommen, außerdem wurde ein 20.1 hp Star mit 3815 cm³ Hubraum gebaut; in den frühen 1920er-Jahren stellte Star in seinen winzigen Fabrikgebäuden 1000 Autos pro Jahr her.
Ein moderneres Modell wurde 1921 mit einem seitengesteuerten 1795 cm³-Motor eingeführt und zeigte dieselbe hohe Qualität wie seine Vorgänger.
Im Folgejahr starb Edward Lisle Senior und wurde von Joseph beerbt. Dennoch meldete Star zwei 11.9 hp bei den Scottish Six Days’ Light Car Trials. Die Fahrzeuge wurden von R. Lisle und G. G. Cathie gefahren und belegten die ersten beiden Plätze. Das Siegerfahrzeug wurde nach Neuseeland verkauft und beherrschte dort die lokale Rennszene, während ein anderer 11.9 hp den australischen 1000 Mile Alpine Test gewann.
Dieser Wagen wurde 1924 zum 12/25 hp mit 1945 cm³ Hubraum, gefolgt von einem obengesteuerten 12/40 hp mit Vierradbremsen (damals unüblich) und einem Vierganggetriebe, der 129 km/h erreichte. Ihm wurde ein 18/40 hp mit Sechszylindermotor zur Seite gestellt, ebenso wie LKWs mit 1270 kg, 1727–2032 kg und 2540–3048 kg Nutzlast, alle von der 12/25 hp-Maschine angetrieben.

### Nutzfahrzeuge
In den 1920er-Jahren begann Star mit der Herstellung von zivilen Nutzfahrzeugen. Das Unternehmen konzentrierte sich dabei auf leichte Lastkraftwagen für 15 cwt bis 2 ton Nutzlast. Während die kleineren Fahrzeuge von einem Vierzylindermotor mit seitlich angeordneten Ventilen und einem Hubraum von 3,054 l angetrieben wurde, erhielten die größeren Fahrzeuge einen Motor mit hängend im Zylinderkopf angeordneten Ventilen. Neben Pritschenwagen wurden auch leichte Sattelzugmaschinen gefertigt. Der Star Flyer war als besonders schnelles Fahrzeug ausgelegt. Angetrieben wurde das Fahrzeug von einem Sechszylindermotor mit 23,8 bhp, die Nutzlast lag bei 0,75 ton. Auf diesem Fahrgestell wurden auch einige Fahrzeuge zum Personentransport aufgebaut.
Star kümmerte sich nicht um Standardisierung ihrer Produkte und bot 1926 ein oben gesteuertes Vierzylindermodell 14/40 hp mit 2120 cm³ Hubraum, ein gleich ausgelegtes Sechszylindermodell 20/60 hp mit 3181 cm³ Hubraum und drei seitengesteuerte Konstruktionen, alle mit unterschiedlichsten Karosserien, an.

### Verkauf an Guy

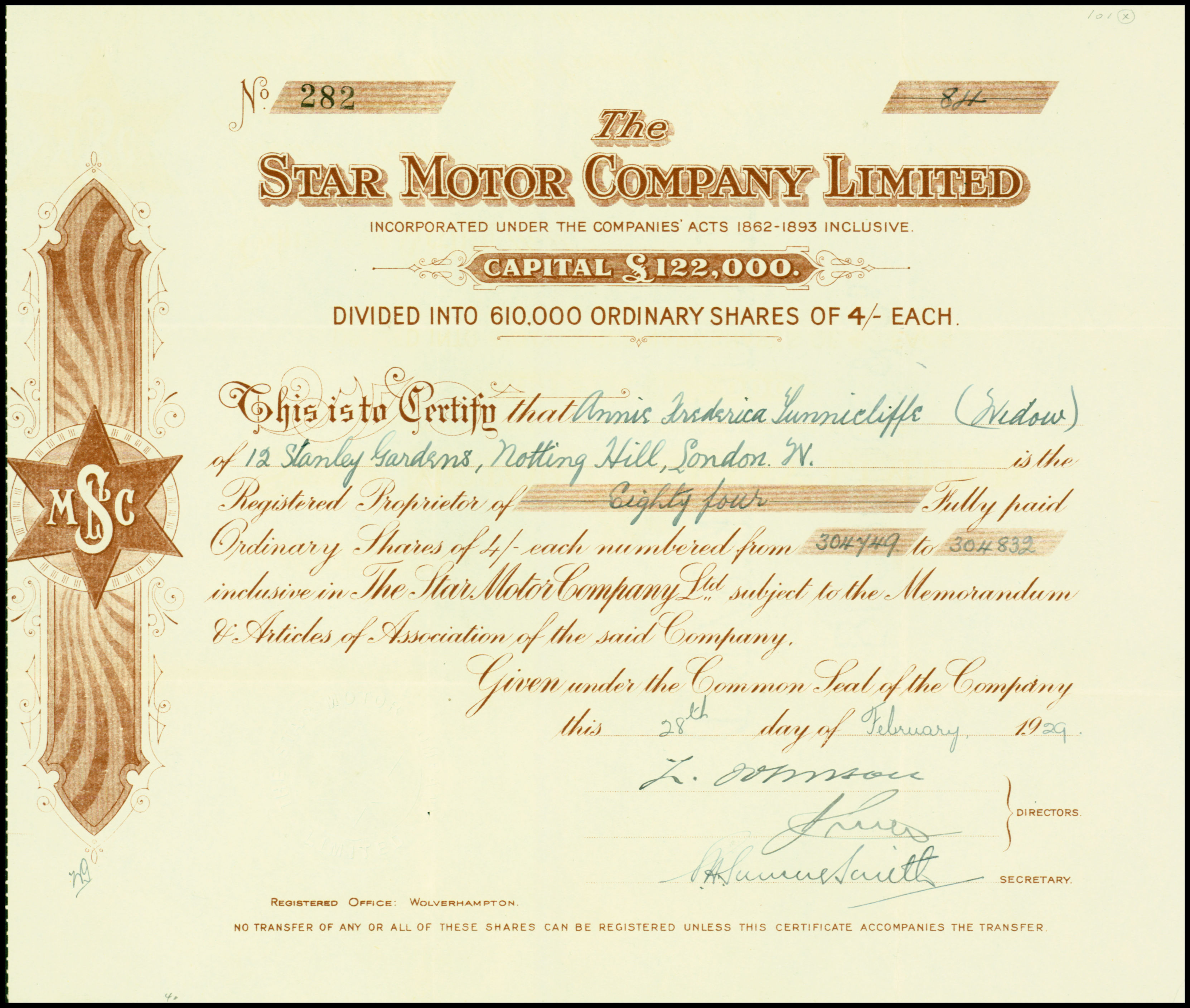
Aktie der Star Motor Company Ltd. vom 28. Februar 1929

Im Jahr 1928 verkaufte Edward Lisle die Firma an Guy Motors, die ebenfalls in Wolverhampton ansässig waren und neben ihren Schwerlastfahrzeugen nun auch Personenwagen anbieten wollten. Die neue Firmierung lautete Star Motor Company Limited. Die Fertigung wurde in das neue Werk in Bushbury in den nördlichen Außenbezirken von Wolverhampton, in die Nähe der Clyno-Fabrik, verlegt. Dort wurde der neue 18/50 hp-Sechszylinder mit 2470 cm³ Hubraum gefertigt, der nasse Zylinderlaufbuchsen, Pleuel aus Duraluminium, Kolben aus Aluminium und eine siebenfach gelagerte Kurbelwelle besaß. 1930 erschienen die Fahrzeuge als Comet und Planet. Sie erwiesen sich als unwirtschaftlich und unprofitabel, sodass die Fertigung im März 1932 eingestellt wurde; verbleibende Autos und Teile wurden an McKenzie and Denley in Birmingham verkauft, der bis 1962 „New Old Stock“-Ersatzteile für Star-Automobile in seinen Katalogen anbot.

## Modelle der Star Motor Company
| Type            | Baujahr   | Exemplare (ca.) | Zylinder | Bohrung mm | Hub mm          | Hubraum cm³    | Bemerkungen | Quelle |
| --------------- | --------- | --------------- | -------- | ---------- | --------------- | -------------- | --- | ------ |
| 3.5             | 1898–1902 |                 | 1        | 114,3      | 127             | 1296           | | [ 5 ]  |
| 7 hp            | 1900–1904 |                 | 2        | 85,7       | 95,3            | 1104           | Motor von De Dion-Bouton | [ 5 ]  |
| 10 hp           | 1902–1903 |                 | 2        | 108        | 139,7           | 2588           | 12 bhp (8,8 kW) bei 800 min−1                                                                                                | [ 5 ]  |
| 20 hp           | 1902–1903 |                 | 4        | 108        | 139,7           | 5176           | 24 bhp (17,6 kW) bei 800 min−1                                                                                               | [ 5 ]  |
| 12 hp           | 1904      |                 | 4        | 88,9       | 114,3           | 2830           | 16 bhp (11,8 kW) bei 1000 min−1                                                                                              | [ 5 ]  |
| 18 hp           | 1904–1908 |                 | 4        | 101,6      | 127             | 4170           | | [ 5 ]  |
| 24 hp           | 1904      |                 | 4        | 104,8      | 139,7           | 4815           | | [ 5 ]  |
| 15 hp           | 1909–1913 |                 | 4        | 88,9       | 114,3/127/139,7 | 2830/3160/3459 | 2830 cm³ 1909, Radstand 3070 mm                                                                                              | [ 5 ]  |
| 30 hp           | 1906      |                 | 6        | 88,9/114,3 | 127             | 4740/6980      | Radstand 3040 mm | [ 5 ]  |
| 40 hp           | 1907–1911 |                 | 6        | 108        | 127             | 6980           | Radstand 3550 mm | [ 5 ]  |
| 15.9            | 1913–1924 | 800             | 4        | 80         | 150             | 3012           | Vierganggetriebe. Fahrgestell: £ 750–825.                                                                                    | [ 6 ]  |
| 20.1            | 1912–1923 | 100             | 4        | 90         | 150             | 3815           | Gleicher Motor wie 15.9, aber mit größerer Bohrung                                                                           | [ 6 ]  |
| 11.9            | 1921–1923 | 2000            | 4        | 69         | 120             | 1795           | Dreiganggetriebe. Limousine kostete £ 750.                                                                                   | [ 6 ]  |
| Six             | 1923–1927 | 250             | 6        | 69/73      | 130             | 2916 oder 3265 | 18 oder 20 bhp. Vierradbremsen auf Wunsch ab 1924, serienmäßig ab 1925. Höchstgeschwindigkeit 113 km/h                       | [ 6 ]  |
| 14/30 und 14/40 | 1924–1927 | 1000            | 4        | 73/75      | 130/120         | 2176/2120      | Vierradbremsen auf Wunsch, Vierganggetriebe                                                                                  | [ 6 ]  |
| 12/25 und 12/40 | 1923–1928 | 2000            | 4        |            |                 | 1945           | Vierganggetriebe. Der Motor des 12/40 war als erster Star-Motor oben gesteuert.                                              | [ 6 ]  |
| 18/50           | 1926–1932 | 1000            | 6        | 69/75      | 110             | 2470/2920      | Hieß 1928 Jason, ab 1930 Comet 18/50 und 1931 Comet 18                                                                       | [ 6 ]  |
| 20/60           | 1928–1932 | 175             | 6        | 75/80      | 120             | 3180/3620      | Hieß erst Comet 20/60 und dann Planet 21                                                                                     | [ 7 ]  |
| Planet 21       | 1928–1932 |                 | 6        | 75/80      | 120             | 3180 /3620     | Der Planet 24 hatte einen größeren Motor. Die Limousine hieß Hector, das Coupé Perseus; zusätzlich gab es einen Tourenwagen. | [ 7 ]  |
| Comet 14        | 1932      | nur wenige      | 6        | 63,5       | 110             | 2100           | Limousine oder Coupé. Bendix-Bremsen                                                                                         | [ 7 ]  |

Insgesamt entstanden etwa 14.250 Fahrzeuge, von denen 169 noch existieren.
Ein Vis-à-vis von 1899 mit dem britischen Kennzeichen CE 261 wurde 2015 für 92.220 Pfund Sterling versteigert.